# Amorphophallus mildbraedii
Espèce
Amorphophallus mildbraedii est une espèce de plantes de la famille des Araceae, décrite par Kurt Krause. L'épithète spécifique milbraedii fait référence au botaniste Gottfried Wilhelm Johannes Mildbraed.

## Description
Feuilles dont le pétiole mesure de 7 à 8 cm de long et 1 cm de diamètre. Inflorescence de 12 à 13 cm de haut.

## Répartition et habitat
Forêt tropicale du Cameroun. L'holotype de cette espèce fut prélevé à Babua (Locus classicus) à 1 000 m d'altitude.